# Comp Ace
Comp Ace (jap. コンプ エース Konpu Eesu, skrót od Comptiq Ace) – japoński magazyn o grach komputerowych i mandze typu seinen, publikowany nakładem wydawnictwa Kadokawa Shoten od 26 marca 2005. Powstał jako edycja specjalna magazynu Comptiq, natomiast 26 czerwca 2007 stał się samodzielnym magazynem.

## Wybrane serie
Opracowano na podstawie źródła.
- Fate/kaleid liner Prisma Illya
- Isekai wa Smartphone to tomo ni
- Itai no wa iya nano de bōgyoryoku ni kyokufuri shitai to omoimasu.
- Kage no jitsuryokusha ni naritakute!
- Lucky Star
- Overlord
- Strike Witches
- When Supernatural Battles Became Commonplace
- Yōjo senki